# Переход Венгрии к демократии
Смена режима в Венгрии (венг. Rendszerváltás Magyarországon) — мирный переход от однопартийного режима кадаризма Венгерской Народной Республики к многопартийной парламентской республике в 1989 году. События стали частью революций 1989 года.

## Характеристика
Венгерская «революция» 1989 года коренным образом отличалась от событий в Чехословакии, ГДР и Румынии, где разрыв с прошлым был неожиданным и драматичным. Переход к новой политической системе в Венгрии стал результатом мирного переговорного процесса, развернувшегося в стране летом 1989 года, механика перехода определялась коренными изменениями, произошедшими внутри правящей Венгерской социалистической рабочей партии (ВСРП). Конфликт между реформаторами из ВСРП и демократической оппозицией не носил идеологического характера, существовало согласие относительно того, что общество и экономика Венгрии должны быть трансформированы по модели развитых либеральных демократий за сравнительно короткий промежуток времени и при этом следует выполнять рекомендации международных финансовых организаций. Вопрос стоял о том, кто возглавит процесс преобразований. Таким образом, занимавшие ключевые позиции технократы-прагматики во главе с премьер-министром Миклошем Неметом отказались от коммунистических догм и открыто пошли на демократизацию. Венгерские лидеры в 1988 и 1989 годах подробно консультировались с испанскими лидерами о том, как устанавливать демократию, в апреле 1989 года в Будапешт в качестве советников прибыла испанская делегация.
Наблюдатели сразу увидели сходство с демократизацией в Испании:

Последние годы кадаровской эпохи чем-то напоминали мягкий авторитаризм диктатуры Франко на закате её дней. Имре Пожгаи в этой аналогии принадлежит роль принца Хуана Карлоса. В обстановке радикальных перемен он являет собой утешительный символ преемственности. Либерально настроенные эксперты-экономисты со связями среди старого истеблишмента и новый класс предпринимателей образуют необходимую для транзита технократическую элиту, подобно новым буржуазным элитам, связанным с Opus Dei, в Испании. Оппозиционные партии также фигурируют в данной аналогии, выходя из подполья точно так же, как сделали испанские изгнанники, едва лишь это стало безопасно.

## Хроника

### Консолидация реформаторов внутри ВСРП
Венгрия добилась определённых долговременных экономических реформ и ограниченной политической либерализации в 1980-е годы, однако крупные реформы произошли только после смещения Яноша Кадара с поста генерального секретаря ВСРП на партийной конференции в мае 1988 года. Новый генсек Карой Грос, руководивший экономической реформой на посту председателя правительства и выступавший за плюрализм в рамках однопартийной системы, сначала воспринимался приверженцем довольно радикальных преобразований по сравнению со сторонниками сохранения режима в неизменном виде. Однако внутри партии укреплялось реформаторское крыло, представители которого были избранные на партийной конференции в состав политбюро: Режё Ньерш, бывший в 1940-е годы членом Социал-демократической партии Венгрии и депутатом от неё в парламенте, а в 1960—1970-е годы руководивший проведением экономической реформы на посту секретаря ЦК ВСРП; секретарь ЦК Миклош Немет, изучавший экономику не только в Университете экономических наук им. Карла Маркса, но и в Гарварде; убеждённый сторонник демократизации Имре Пожгаи. Внутри партии возникли «кружки реформ», вскоре объединившиеся в Союз реформ, и Народно-демократическая платформа. В ноябре 1988 года Немет сменил Гроса на посту председателя правительства.

### Политика реформ
В январе 1989 парламент принял «демократический пакет», который включал в себя плюрализм профсоюзов, свободу ассоциаций, собраний и печати, новый закон о выборах, радикальный пересмотр конституции.
В марте 1989 был принят закон о забастовках, в центре которого было обеспечение прав бастующих. Согласно ему, вопрос о законности забастовок решал независимый суд по трудовым вопросам в течение 5 дней, подчёркивалось отсутствие санкций против участников незаконных забастовок.
На пленуме ЦК ВСРП 12 апреля 1989 года в политбюро не был избран ряд известных лидеров партии (Я. Берец, Я. Лукач, И. Сабо, Ю. Чехак), в ЦК кооптированы сразу 10 человек, причём реформаторы 43-летний Пал Ваштаг — сразу членом политбюро, а Михай Яшшо — секретарём ЦК.
16 июня 1989, в 31-ю годовщину казни Имре Надя, Пала Малетера и Миклоша Гимеша, их останки, а также тела погибшего при подавлении восстания 1956 года полковника Йожефа Силади и умершего под следствием министра Гезы Лошонци, были торжественно перезахоронены в будапештском сквере Героев. На церемонию пришли около 250 тысяч человек.
24 июня на пленуме ЦК ВСРП Режё Ньерш был избран председателем ВСРП и стал высшим должностным лицом в партии, также был создан Президиум ВСРП, в который вошли Ньерш, Грос, Немет и Пожгаи. Полуреформатор Грос утратил возможность тормозить демократизацию.
Устранение «железного занавеса» между Венгрией и Австрией в мае 1989 года стало одним из важнейших событий завершающего этапа холодной войны. 27 июня 1989 венгерский министр иностранных дел Дьюла Хорн и его австрийский коллега Алоиз Мок совместно разрезали пограничный забор, чтобы подчеркнуть начатую Венгрией 2 мая 1989 года ликвидацию защитных сооружений.
Границы между рядом социалистических стран Восточной Европы были и ранее открыты. Десятки тысяч людей, особенно восточных немцев, устремились через Венгрию в Австрию и ФРГ. Важную роль в падении «железного занавеса» и воссоединении Германии сыграл Европейский пикник 19 августа 1989 года.

### Круглые столы
Национальная оппозиция в сентябре 1987 года учредила Венгерский демократический форум (ВДФ). Либерально настроенные студенты в марте 1988 создали Альянс молодых демократов (более известный под венгерской аббревиатурой Фидес). Как демократическая оппозиция власти в ноябре 1988 был сформирован Альянс свободных демократов (АСД). Однако до весны 1989 эти организации не пользовались большим влиянием, искали и находили опору у демократических групп и лидеров внутри ВСРП: ВДФ у И. Пожгаи, АСД — у партийных реформаторов, объединившихся вокруг Р. Ньерша.
22 марта 1989 года 8 оппозиционных организация (ВДФ, АСД, Фидес, воссозданные партии Независимая партия мелких хозяев, Социал-демократическая партия Венгрии и др.) создали своё объединение «Оппозиционный круглый стол» (ОКС). Позднее в него вошла Христианско-демократическая народная партия. Наибольшим влиянием в ОКС пользовался Венгерский демократический форум. На инициированное ВСРП совещание с общественностью, приоритетной темой которого была разработка новой конституции, был приглашён ОКС наряду с традиционно близкими коммунистам профсоюзами, молодёжными, женскими и др. организациями. Развернувшийся весной процесс переговоров между ВСРП и ОКС проходил поэтапно: подготовка двусторонних переговоров, их проведение, начавшиеся 13 июня и получившие официальное наименование Национальный круглый стол трёхсторонние переговоры (с участием сателлитов ВСРП, не сыгравших заметной роли).
18 сентября на последнем заседании Национального круглого стола организации-участники (кроме АСД и Фидес) подписали итоговое соглашение о создании основ парламентской демократии и обратились к главе правительства с просьбой вынести подготовленные поправки к законам на утверждение парламента. Вопросы, о которых не удалось договориться, были вынесены в ноябре на референдум.

### Институционализация парламентской демократии
В октябре 1989 года ВСРП фактически провела свой последний съезд (на который не были избраны 5 из 21 члена Политисполкома партии и 79 из 109 членов бывшего ЦК), на нём преобладали представители Союза реформ и Народно-демократической платформы.
Партия преобразовалась в Венгерскую социалистическую партию (ВСП), занявшую социал-демократические позиции. Председателем ВСП был избран Режё Ньерш. 80 % членов ЦК были избраны впервые.
Парламент на сессии с 16 по 20 октября принял закон, предусматривающий многопартийные парламентские выборы и прямые президентские выборы. ВНР была преобразована в Республику Венгрия, в её конституции гарантировались права человека и гражданина, а также была создана организационная структура, которая обеспечила разделение полномочий между судебной, законодательной и исполнительной властью.
На состоявшемся 26 ноября 1989 референдуме избиратели одобрили избрание президента после парламентских выборов, необходимость отчёта правящей партии о своей собственности, прекращение деятельности партийных ячеек на производстве, роспуск рабочей милиции.
Весной 1990 года состоялись первые свободные выборы, в результате которых к власти пришла оппозиция.
В период с 12 марта 1990 года по 19 июня 1991 года советские войска были выведены с территории Венгрии.